# Martin Schmitt
Martin Schmitt (Villingen-Schwenningen, 29 januari 1978) is een Duits schansspringer. In 2002 werd hij met het Duitse team olympisch kampioen. Bovendien veroverde hij vier wereldtitels.

## Prestaties
In de periode 1998 tot 2002 behoorde Schmitt tot de wereldtop in het schansspringen.
Wereldbeker
Hij veroverde tweemaal de wereldbeker (1998/1999 en 1999/2000) en won 28 wereldbekerwedstrijden. Zijn laatste zege was in 2002 in Lahti.
Wereldkampioenschap
Schmitt is viervoudig wereldkampioen schansspringen. Tweemaal individueel (1999 en 2001) op de grote schans en tweemaal met het team op diezelfde toernooien. Daarna won hij nog vier anders gekleurde medailles. Bij het WK skivliegen haalde hij in 2002 zilver.
Olympische Spelen
Op de Spelen van Nagano won Schmitt zilver met het Duitse team. Vier jaar later maakte hij deel uit van het team dat de olympische titel pakte.
Na 2001
Na 2001 kampte hij met diverse blessures en het lukte hem niet zijn vroegere niveau terug te bereiken. Nadien boekte hij nog enkele successen, zoals zilver op het WK van 2005 met zijn team. In het wereldbekerseizoen 2008/2009 haalde hij nog met regelmaat een top 5-notering.
Sportman van het jaar
In 1999 werd hij verkozen door sportman van het jaar in Duitsland, zowel individueel als met het schansspringteam.
| Logo van de Olympische Spelen | Goud | Zilver | Brons | Logo van de Olympische Spelen |
|                               | 1    | 2      | 0     |                               |